# Guam-Flughund
Der Guam-Flughund (Pteropus tokudae) ist ein ausgestorbenes Fledertier aus der Familie der Flughunde (Pteropodidae). Er war auf der Insel Guam in den Marianen endemisch. Das Artepitheton ehrt den japanischen Zoologen Mitoshi Tokuda.

## Merkmale
Die Maße basieren auf einem Männchen (Holotypus), das im August 1931, und einem Weibchen (Paratypus), das im März 1968 gesammelt wurde. Das Männchen hat eine Unterarmlänge von 95 mm. Das Weibchen hat eine Kopf-Rumpf-Länge von 225 mm, eine Unterarmlänge von 95 mm, eine Schienbeinlänge von 70 mm und eine Ohrenlänge von 20 mm. Das Gewicht beträgt 151,8 g. Der Bauch und die Flügel sind braun bis dunkelbraun mit vereinzelten weißen Haaren. Der Mantel und die Nackenseiten variieren von braun bis hell goldfarben. Der Oberkopf ist gräulich bis gelblich braun. Kehle und Kinn sind dunkelbraun. Neben den adulten Tieren existiert der Schädel eines weiteren, noch nicht ausgewachsenen, Männchens in der Sammlung des American Museum of Natural History.

## Lebensweise
Über die Lebensweise des Guam-Flughunds ist nichts bekannt.

## Aussterben
Der Guam-Flughund galt bei den einheimischen Insulanern als Delikatesse und wurde daher intensiv gejagt. Das letzte Weibchen wurde im März 1968 an seinem Schlafplatz auf der Tarague-Klippe gesammelt. Es wurde von einem Jungtier begleitet, das dem Fang entkommen konnte. Eine unbestätigte Sichtung soll es im Juni 1974 gegeben haben. Befragungen von örtlichen Jägern in den 1970er-Jahren erbrachten das Ergebnis, dass diese Art extrem selten ist. Während einer Expedition im Jahre 1987 wurde kein Exemplar mehr nachgewiesen, sondern nur noch der größere Marianen-Flughund (Pteropus mariannus). Eine weitere mögliche Aussterbeursache könnte die Nachstellung durch die in den 1950er-Jahren eingeführte Braune Nachtbaumnatter (Boiga irregularis) gewesen sein.
2021 wurde die Art aus dem Endangered Species Act of 1973 gestrichen und vom United States Fish and Wildlife Service offiziell für ausgestorben erklärt.